# Kościół Gustawa Wazy w Sztokholmie
Kościół Gustawa Wazy w Sztokholmie (szw. Gustaf Vasa kyrka) – kościół parafialny szwedzkiego Kościoła ewangelicko-luterańskiego w parafii pod tym samym wezwaniem. Jest położony przy ul. Karlbergsvägen 5, na placu Odenplan, w sztokholmskiej dzielnicy Norrmalm. Nosi wezwanie króla Gustawa I Wazy.
Kościół ma status zabytku sakralnego według rozdz. 4 Kulturminneslagen (pol. Prawo o pamiątkach kultury) ponieważ został wzniesiony do końca 1939 (3 §).

## Historia
Kościół Gustawa Wazy został wzniesiony w latach 1901–1906. W latach 1914–1915 był remontowany. Wtedy też przebudowano organy (firma E. A. Setterquist & son z Örebro). Architekt G. Lindgren przebudował i powiększył prospekt organowy.
W 1923 architekt Gustaf Lindgren zbudował kolumbarium, konsekrowane w 1924. Było ono prawdopodobnie pierwsze na terenie Szwecji. Kolumbarium było następnie rozbudowywane w latach 1927-1930 według projektu inżyniera Sällströma oraz w 1937 roku i w latach 1945–46 przez architekta Roberta Berghagena. W 1956 Einar Forseth wykonał witraże i mozaikę. Dalsze przebudowy kolumbarium miały miejsce w latach 60. i 70.
W 1939 pokryto dach świątyni blachą miedzianą i odnowiono fasadę.
W 1951 pod kierunkiem Georga Rudnera przebudowano kaplicę w krypcie kościoła, czyniąc z niej mały, trzynawowy, kościół dolny. Ścianę ołtarzową pokryły freski Olle Hjortzberga.
W latach 1963–66 połączono obie zakrystie w jedną całość, tworząc między nimi zejście do krypty. Całemu wnętrzu kościoła przywrócono dawny wygląd. Poddano konserwacji malowidła na sklepieniach.
Podczas renowacji kościoła w latach 1965–1966 pod kierunkiem Davida Dahla zbudowano między ramionami naw cztery kwadratowe kaplice (zwieńczone niewielkimi latarniami), którym dano imiona czterech ewangelistów: Mateusza, Marka, Łukasza i Jana. W kaplicach umieszczono również wizerunki odnośnych ewangelistów.
W latach 1990–1991 poddano renowacji fasadę kościoła. Położono nową blachę na kopule kościoła.

## Architektura

### Wygląd zewnętrzny
Kościół Gustawa Wazy zaprojektował architekt Agi Lindegren. Kościół jest orientowany i zbudowany na planie krzyża greckiego z kopułą na przecięciu naw. Kopuła kościoła ma wysokość 60 m i jest zwieńczona dwukondygnacyjną latarnią z krzyżem. Od wschodu, od strony Odenplan, kościół ma imponujący portal wejściowy, flankowany dwiema parami kolumn i zwieńczony tympanonem. Nad wejściem widnieją kartusze i inskrypcjami po łacinie. Mniejsze portale są również w pozostałych ramionach kościoła. Mury świątyni wykończone są gładzią szpachlową.
Wzorem dla architekta były włoskie kościoły barokowe, a zwłaszcza Bazylika La Superga koło Turynu, dzieło Filippo Juvary. Kościół Gustawa Wazy może pomieścić około 1500 osób, co czyni z niego największy pod względem powierzchni kościół w Sztokholmie.
Między ramionami naw mieszczą się, wspomniane już, kaplice czterech ewangelistów.
Kościół od zachodu ma dwie zakrystie, pomiędzy którymi są schody do krypty.
Trzynawowa krypta wykorzystywana jest jako kaplica pogrzebowa.

### Wystrój wewnętrzny

#### Ołtarz główny
Ołtarz w kościele Gustawa Wazy zdobi największa barokowa rzeźba w Szwecji. Dzieło to, wzorowane częściowo na ołtarzu kościoła Il Gesù w Rzymie wykonał w latach 1725–1731, pierwotnie dla katedry w Uppsali, niemiecko-szwedzki rzeźbiarz Burchard Precht. Ołtarz później zakupiła parafia Gustawa Wazy dla swojego kościoła.
Marmurowa ambona została wykonana według planów Lindegrena, natomiast chrzcielnicę wyrzeźbił Sigrid Blomberg. Autorem malowideł wewnątrz kopuły i na sklepieniach jest Vicke Andrén.

#### Organy
Organy w kościele Gustawa Wazy mają 76 głosów i dzielą się na 3 manuały i pedał. Przy ich przebudowie znaczący głos miał organista miejscowy kościelny, Otto Olsson, pełniący swą funkcję przez 49 lat.

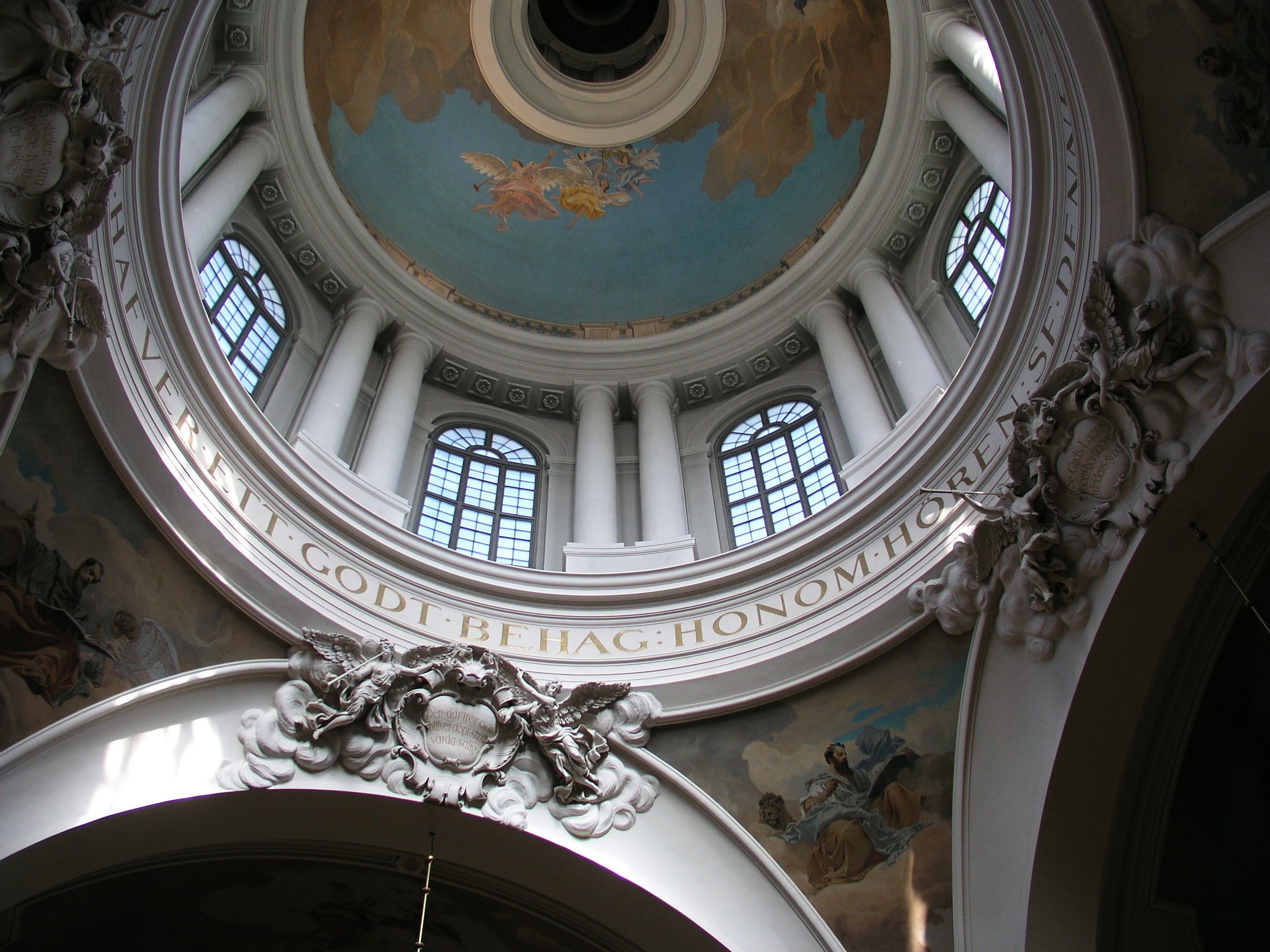
Kopuła od wewnątrz
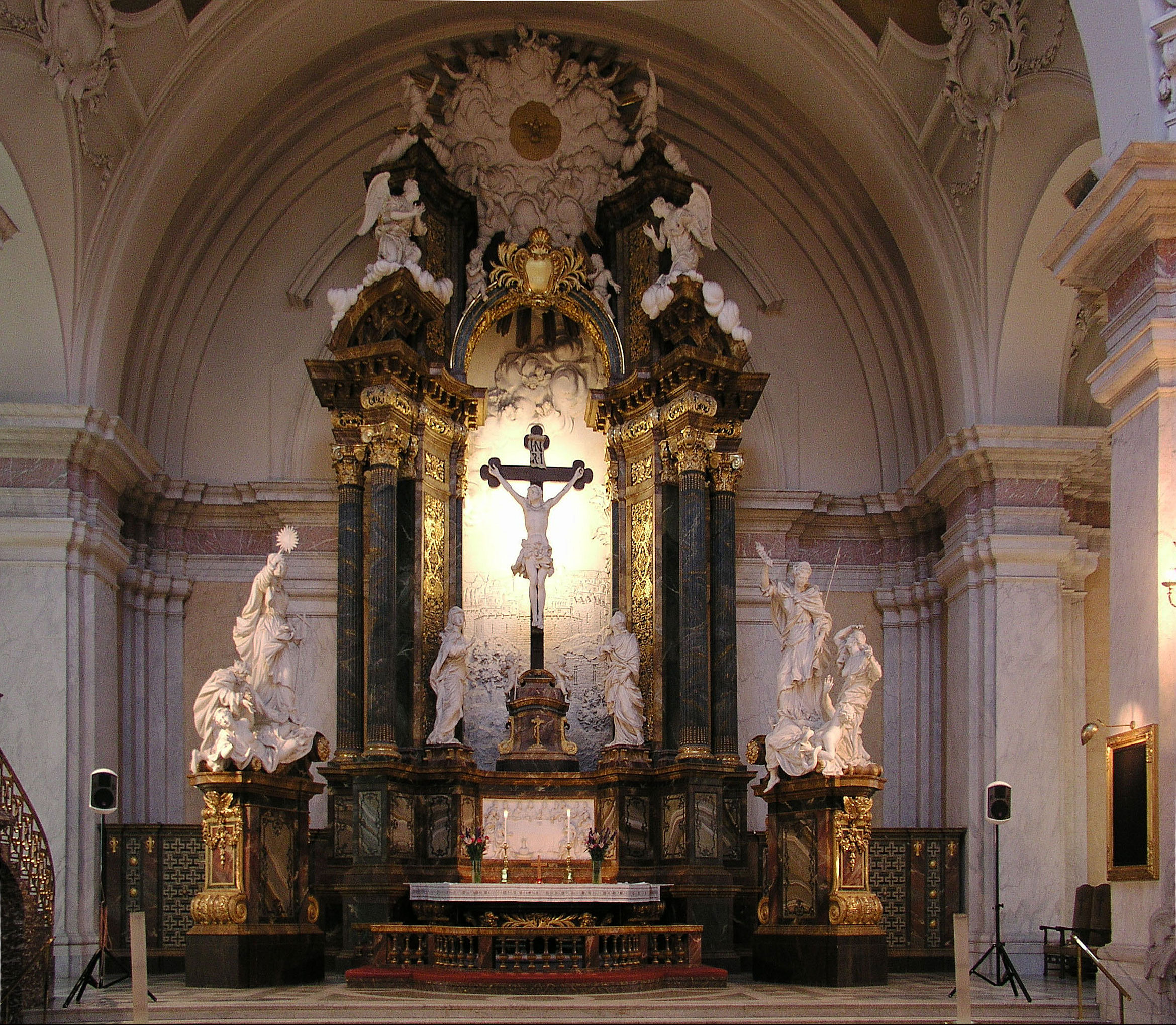
Ołtarz główny
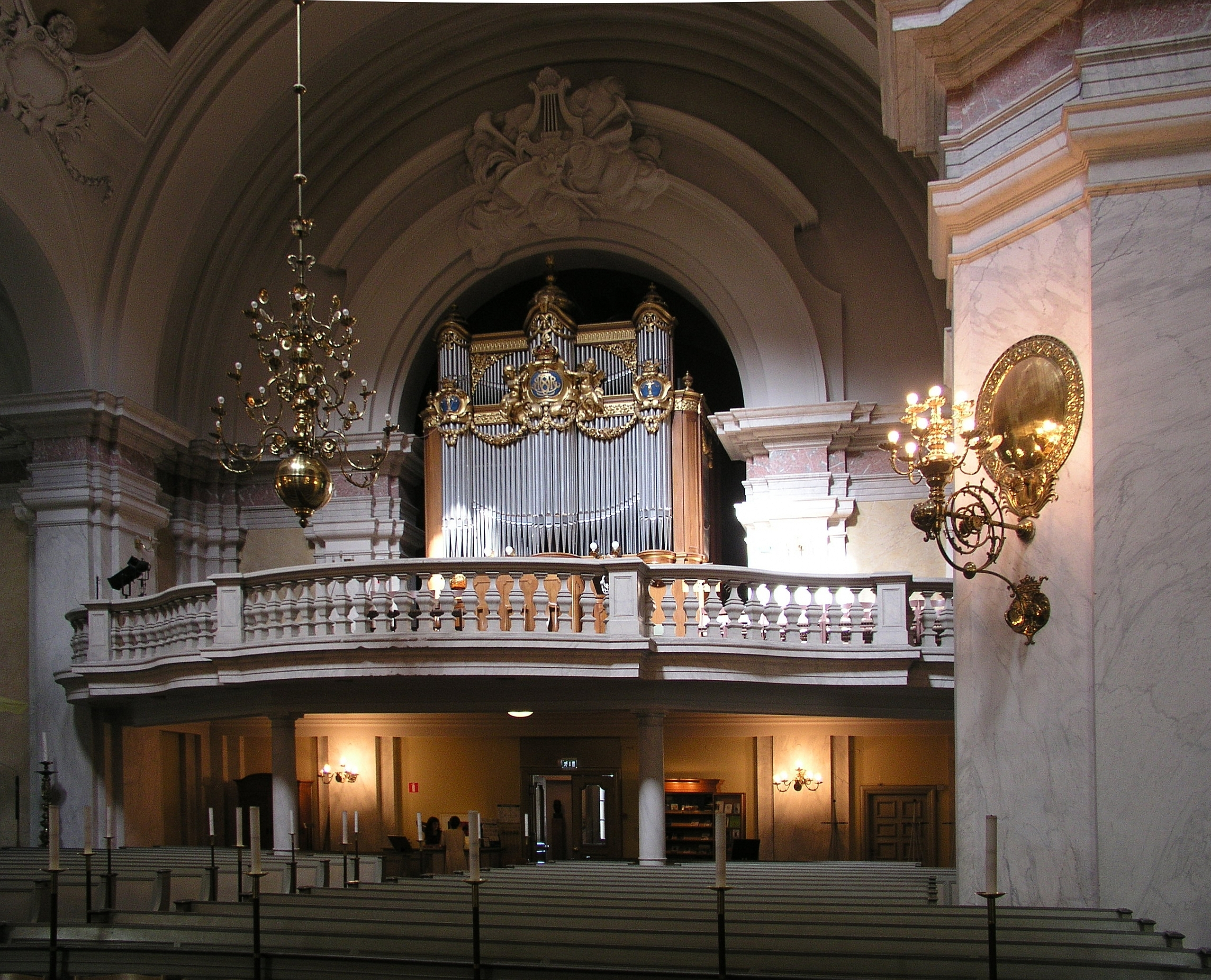
Organy na chórze